# Kapell (byggnad)

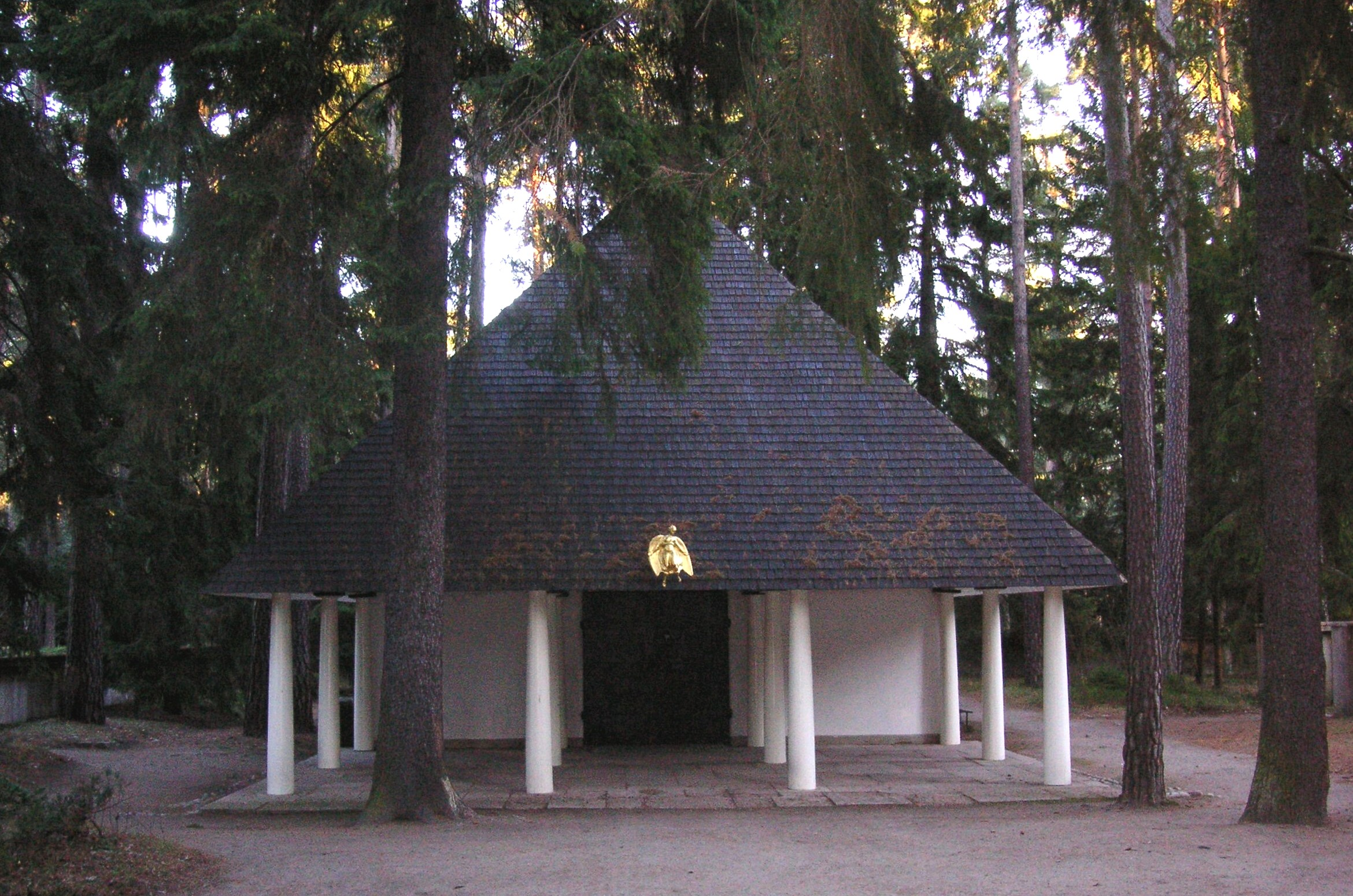
Skogskapellet, inom Skogskyrkogården i Stockholm.

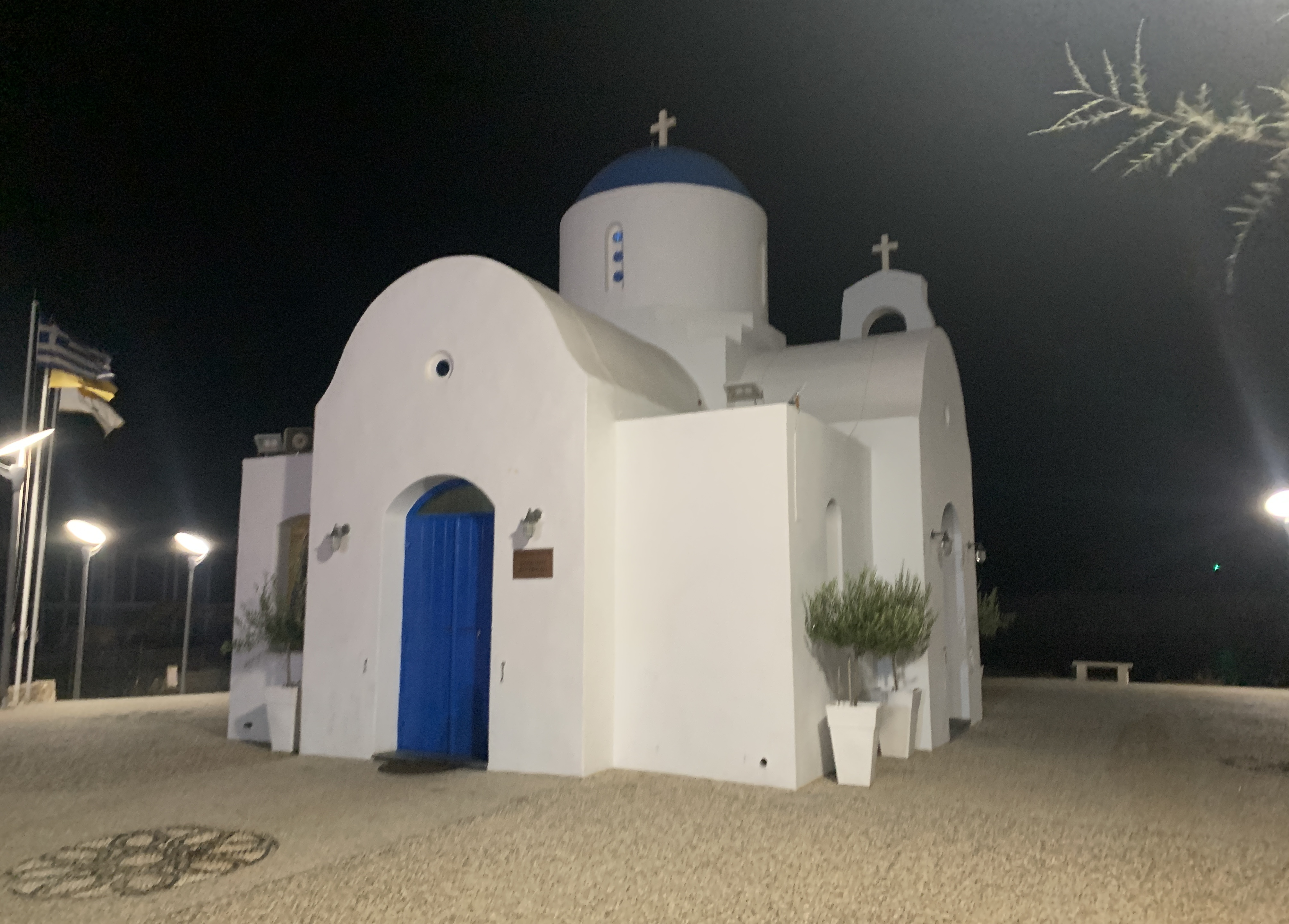
Sankt Nikolai kapell i Paralimni, Cypern.

Kapell är ett kyrkorum i mindre format, antingen i en fristående byggnad eller som en del av ett större komplex, exempelvis ett sidokapell i en större kyrka. Kranskapell är benämningen på ett av flera små kapell som utgör en krans vid absiden eller koravslutningen på en kyrkobyggnad. Även privata gudstjänstlokaler benämnes kapell, oavsett om de är fristående eller en del av en annan byggnad. Det senare är oftast fallet med slottskapell.

## Beskrivning
Ett kapell är antingen avsett för gudstjänster i allmänhet, eller för ett särskilt ändamål, såsom begravningskapell (fristående på eller i anslutning till en begravningsplats), och dopkapell (i regel delar av större kyrka).
En variant av kapell är fiskarkapellen utefter Norrlandskusten, som var och är gudstjänstlokal, samlingslokal och förvaringsplats för nät och andra fiskeredskap. Exempel är Barsvikens kapell, Berghamns kapell, Bålsö kapell, Kuggörarnas kapell, Löruddens fiskarkapell (i Njurunda socken) och Skeppsmalens kapell.
Många av väckelserörelsens och frikyrkorörelsens byggnader benämnes också kapell. Detta gällde/gäller även en del större byggnader, exempelvis Betelkapellet, Stockholm.

## Capella
Beteckningen (medeltidslatin capella, "kort kappa", "liten mantel") härrör från den plats – en bönkammare i borgen i Paris – där den helige Martins av Tours kappa förvarades. Ordet har sedan överförts till mindre andaktsrum i profana byggnader (borgar, slott etc.), till avskilda delar av kyrkobyggnader (kor- och sidokapell, dop- och gravkapell etc.) liksom mindre kyrkor vid vallfartsorter eller olika slag av institutioner (skolor, stiftsgårdar etc.).

## Kaplan
När ett kapell fungerat som annexkyrka har tillhörande upptagningsområde ibland kallats kapellförsamling. Föreståndaren för en kapellförsamling kallades kapellan, senare omvandlat till kaplan, en titel som motsvarar dagens komminister.

## Bilder

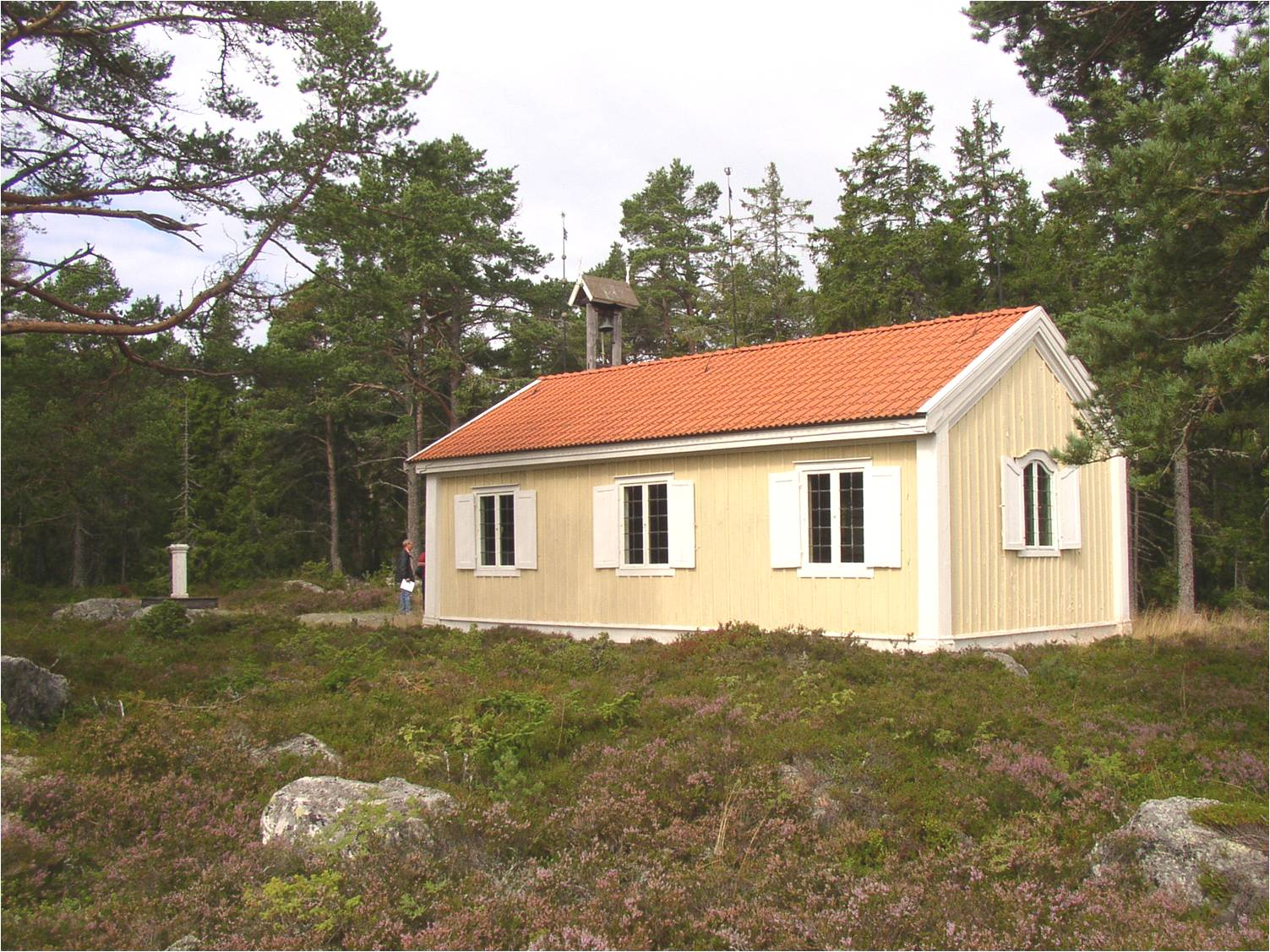
Agö kapell på Agön, Hudiksvalls kommun.
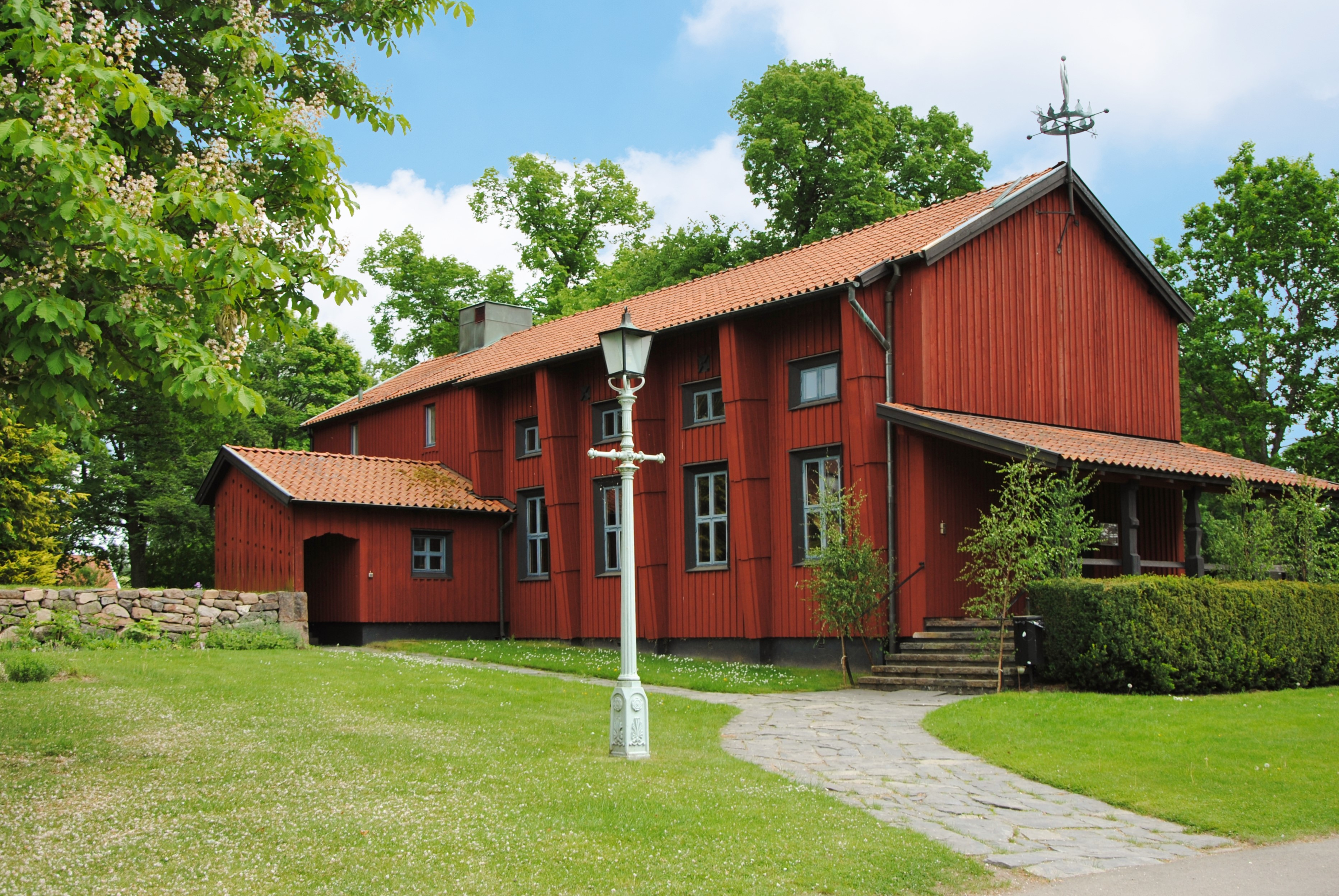
Sankt Sigfrids kapell i Växjö.
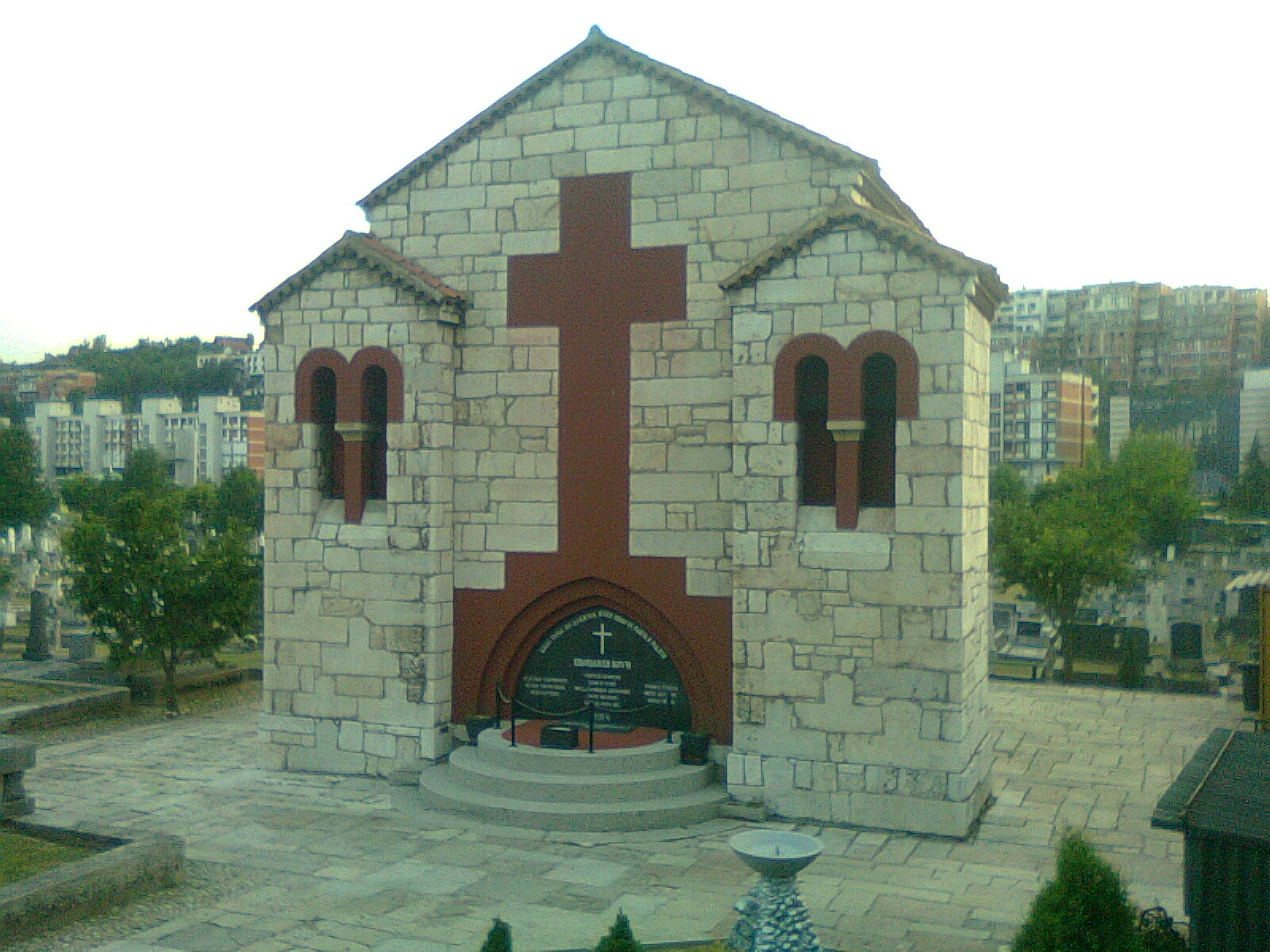
Hjältarna av vidovdans kapell i Sarajevo, Bosnien och Hercegovina.
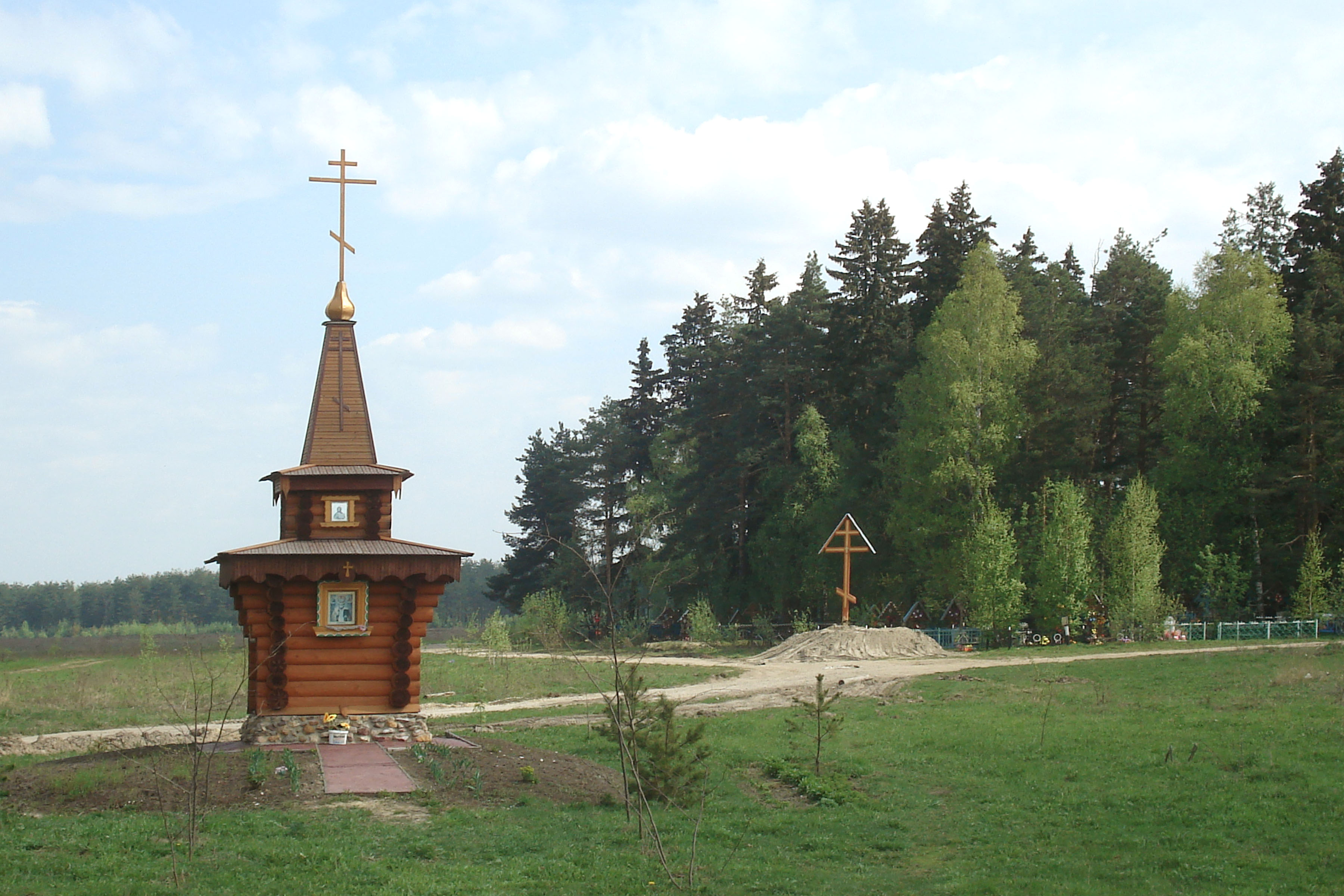
Sankt Nikolai undergörarens kapell i  Davyjdovo, Ryssland som tillhör den Rysk-ortodoxa gammalrituella kyrkan.
Notre-Dame des Vents i Port-aux-Français, Kerguelen.
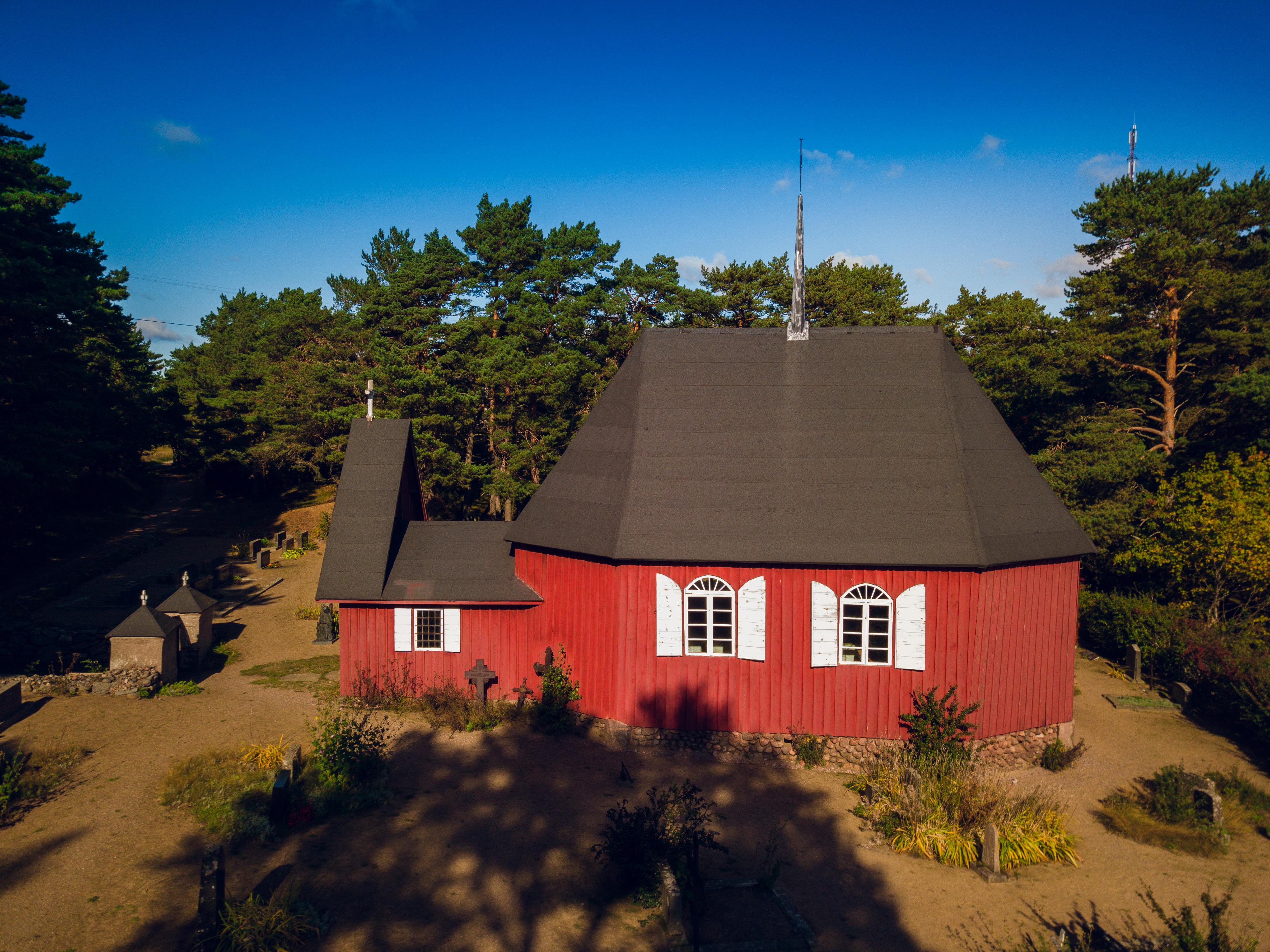
Nötö kapell på Nötö, Finland.
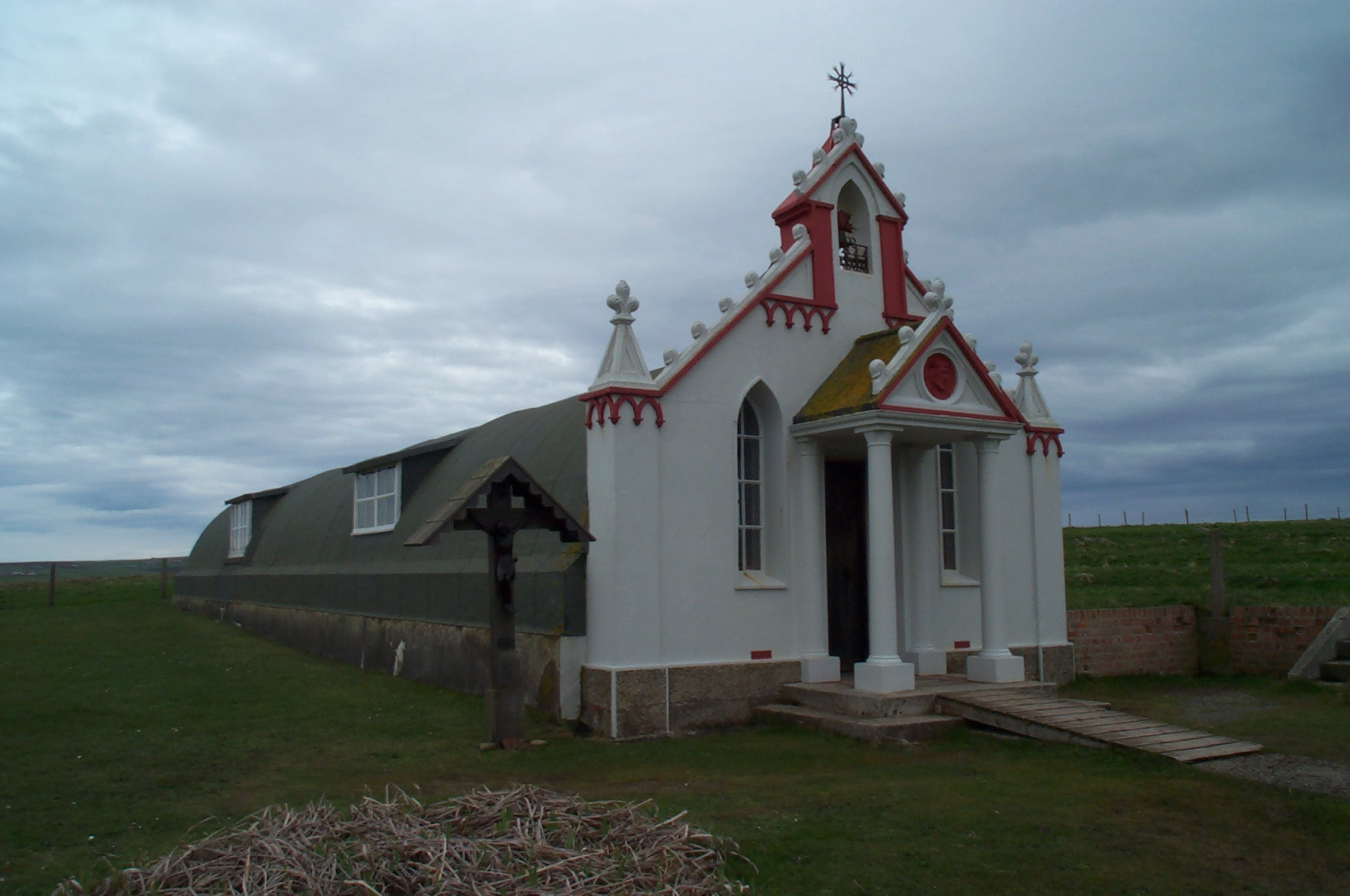
Italian Chapel i Lamb Holm, Skottland.
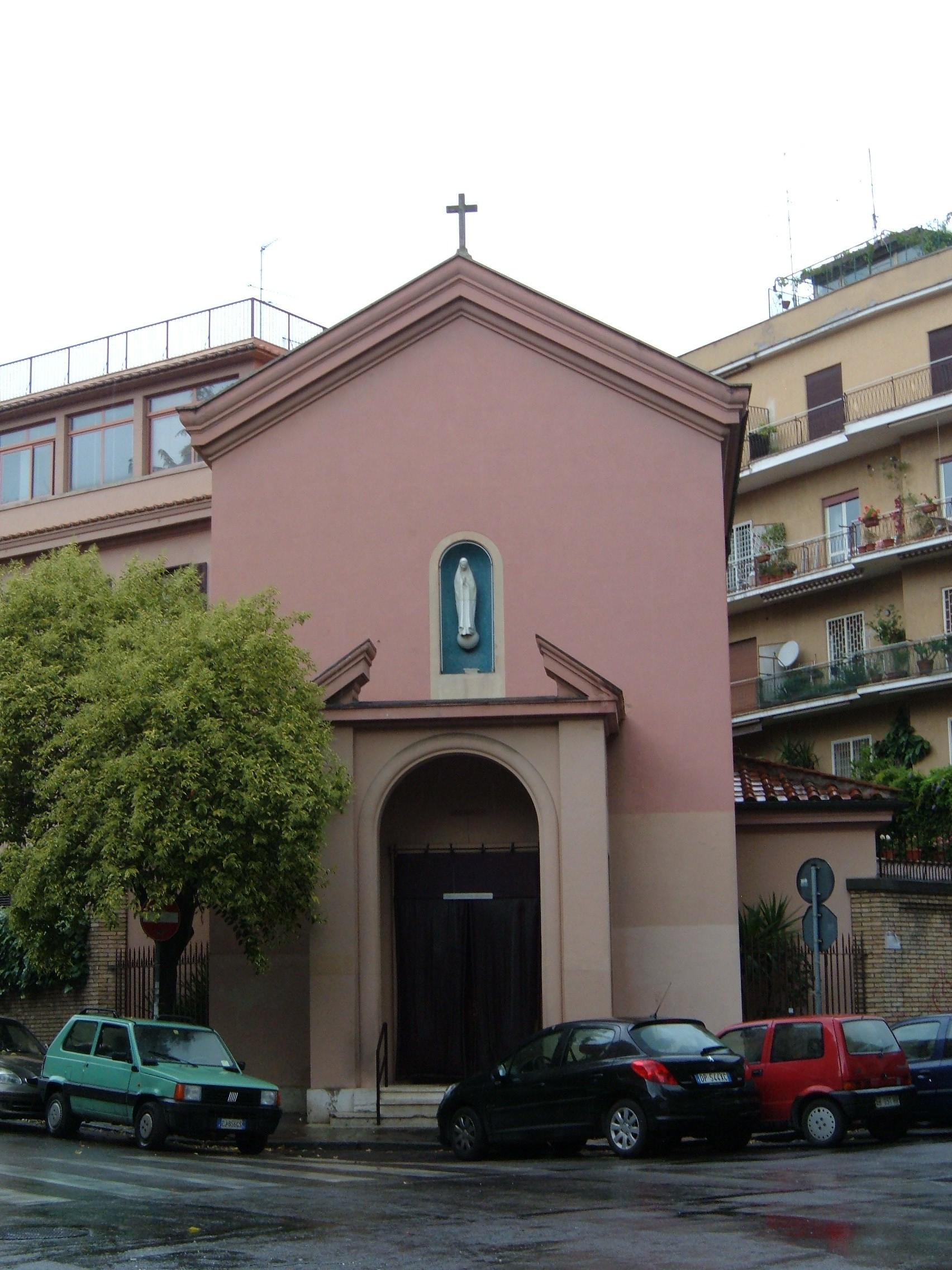
Santa Giuliana Falconieri i Rom, Italien.
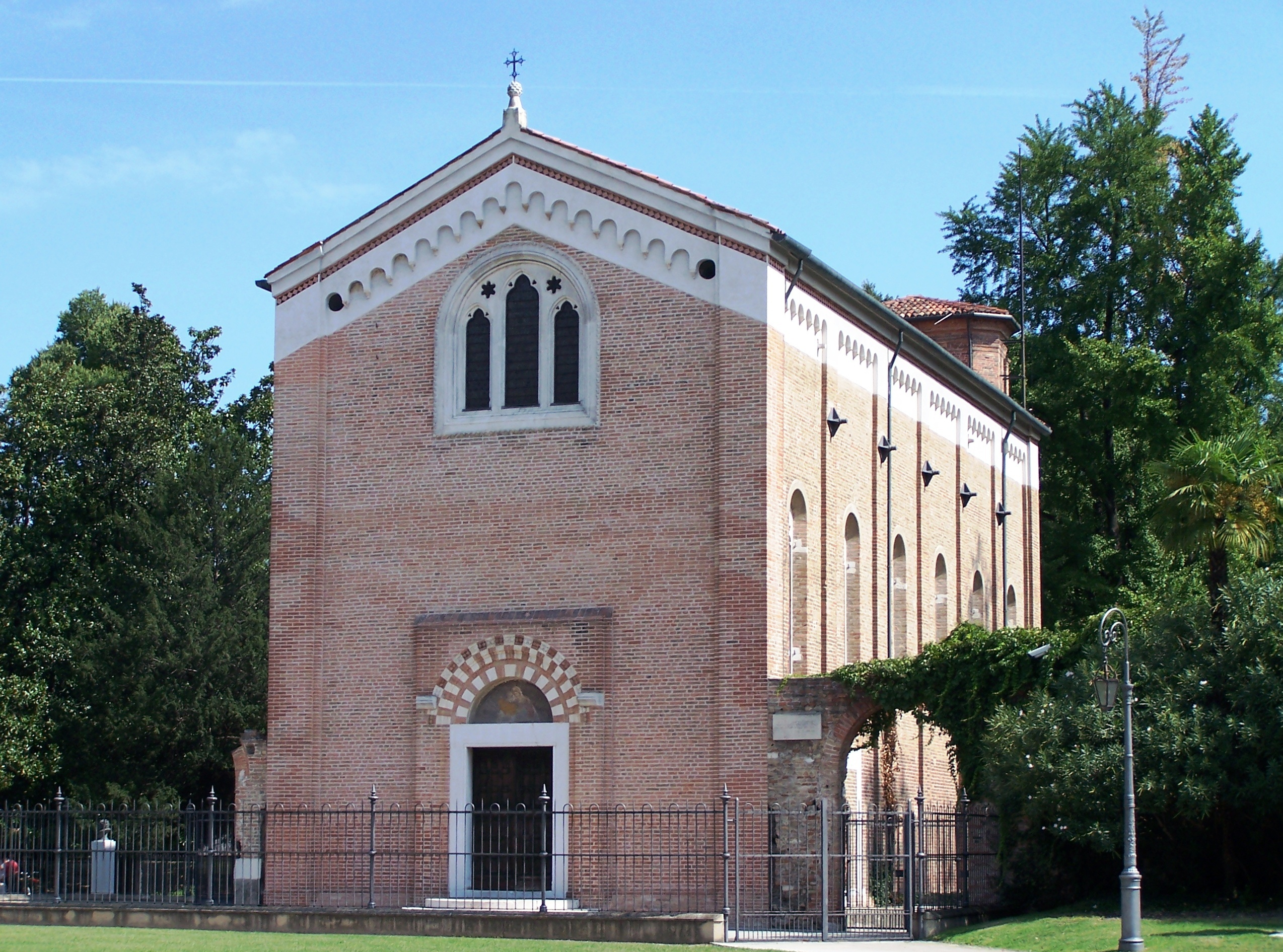
Scrovegnikapellet i centrala Padua, Italien.
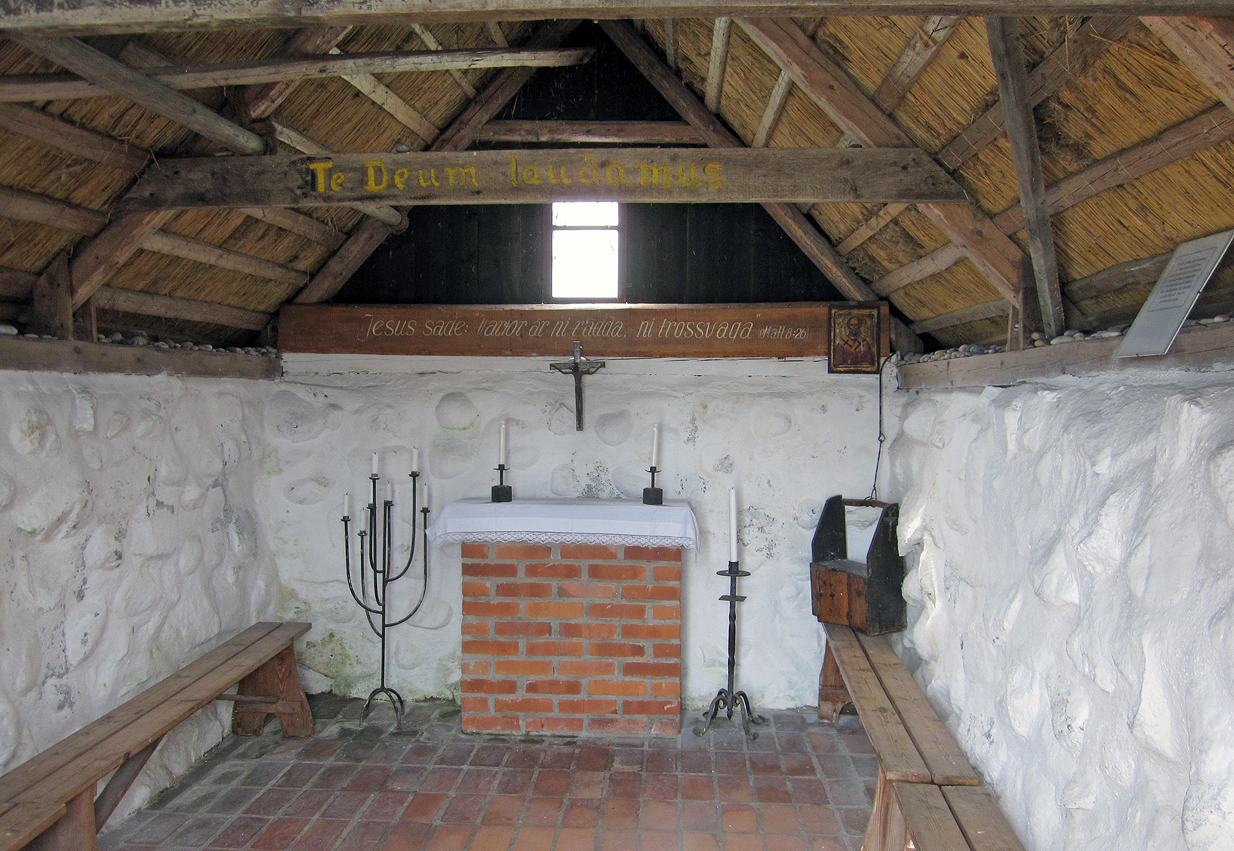
Interiör av det lilla Knäbäckskapellet vid Hanöbukten.